# 6-й бомбардировочный авиационный корпус
6-й бомбардировочный авиационный Донбасский корпус (6-й бак) — соединение Военно-Воздушных сил (ВВС) РККА, принимавшее участие в боевых действиях Великой Отечественной войны.

## Наименования корпуса

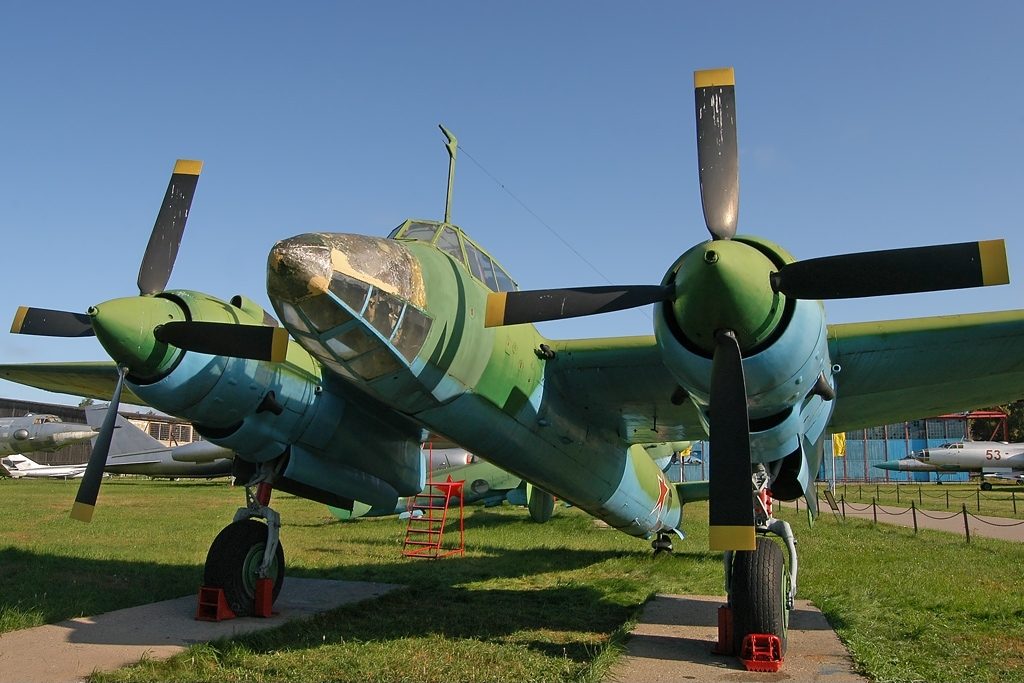
Самолет Ту-2С был основным самолётом корпуса до 1953 года.

- 6-й авиационный корпус дальнего действия;
- 6-й авиационный Донбасский корпус дальнего действия;
- 6-й бомбардировочный авиационный Донбасский корпус;
- 6-й авиационный Донбасский корпус дальнего действия (09.04.1946 г.)[1];
- 74-й авиационный Донбасский корпус дальнего действия (20.02.1949 г.);
- 74-й бомбардировочный авиационный Донбасский корпус (06.1951 г.);
- 74-й тяжёлый бомбардировочный авиационный Донбасский корпус .
- Войсковая часть (Полевая почта) 93869 (до июня 1951 года).

## Создание корпуса
Сформирован 23 декабря 1944 года на базе управления 6-го Донбасского авиационного корпуса дальнего действия

## Преобразование корпуса
- В апреле 1946 года 6-й бомбардировочный авиационный Донбасский корпус был переименован в 6-й бомбардировочный авиационный Донбасский корпус дальнего действия;
- 20 февраля 1949 года Директивой Генерального штаба корпус был переименован в 74-й бомбардировочный авиационный Донбасский корпус дальнего действия[2].
- В июне 1951 года корпус передан в состав 54-й воздушной армии Дальневосточного военного округа.
- в 1956 году корпус расформирован на полуострове Сахалин в Леонидово (Сахалинская область).

## В действующей армии
В составе действующей армии:
- с 25 марта 1945 года по 9 мая 1945 года, всего 46 дней
- с 9 августа 1945 года по 3 сентября 1945 года, всего 26 дней

Итого: 72 дня

## Командир корпуса
- полковник Зотин Георгий Степанович[4]. Период нахождения в должности: с 23 декабря 1944 года по 27 марта 1945 года
- полковник Скок Иван Потапович[5]. Период нахождения в должности: с 28 марта 1945 года по 20 апреля 1945 года
- генерал-майор авиации Скок Иван Потапович[1][5]. Период нахождения в должности: с 20 апреля 1945 года по апрель 1949 года

## В составе объединений
| Объединение                                                          | Период                       |
| -------------------------------------------------------------------- | ---------------------------- |
| Военно-Воздушные Силы Львовского Военного Округа                     | 23.12.1944 — 01.02.1945      |
| авиация Резерва Верховного Главного Командования                     | 01.02.1945 — 25.03.1945 года |
| 1-я воздушная армия 3-го Белорусского фронта                         | 25.03.1945 — 10.04.1945      |
| 16-я воздушная армия 1-го Белорусского фронта                        | 10.04.1945 — 10.06.1945      |
| 16-я Воздушная армия Группа советских оккупационных войск в Германии | 10.06.1945 — 01.07.1945      |
| 12-я воздушная армия Забайкальского фронта                           | 01.07.1945 — 28.09.1945      |
| 9-я воздушная армия 1-го Дальневосточного фронта                     | 28.09.1945 — 01.10.1945      |
| 9-я воздушная армия Приморского военного округа                      | 01.10.1945 — 09.04.1946      |
| 3-я воздушная армия дальней авиации                                  | 09.04.1946 — 20.02.1949      |
| 65-я воздушная армия дальней авиации                                 | 20.02.1949 — 01.07.1951      |
| 54-я воздушная армия Дальневосточного военного округа                | 01.07.1951 — 01.07.1956      |

## Соединения, части и отдельные подразделения корпуса
- 326-я бомбардировочная авиационная Тарнопольская ордена Кутузова дивизия[6] (с 15.03.1945 г.)
  - 6-й дальнебомбардировочный авиационный Берлинский ордена Кутузова полк (Ту-2)
  - 445-й бомбардировочный авиационный полк (Ту-2)
  - 840-й бомбардировочный авиационный полк (Ту-2)
- 334-я бомбардировочная авиационная Ленинградская Краснознаменная ордена Суворова дивизия[6](с 25.03.1945 г.)
  - 12-й бомбардировочный авиационный орденов Кутузова и Александра Невского полк (Ту-2)
  - 132-й бомбардировочный авиационный Берлинский орденов Кутузова и Александра Невского полк (Ту-2)
  - 454-й бомбардировочный авиационный полк (Ту-2)
  - 368-й истребительный авиационный полк[7] (Як-9Ю)
- 113-я бомбардировочная авиационная Ленинградская Краснознаменная дивизия[6][8] (с 10.04.1945 г. по 20.08.1945 г., вошла в полном составе в 7-й бомбардировочный авиационный корпус 12-й воздушной армии):
  - 55-й бомбардировочный авиационный Красногвардейский ордена Суворова полк (Ту-2);
  - 815-й бомбардировочный авиационный Нарвский ордена Суворова полк (Ту-2);
  - 836-й бомбардировочный авиационный полк (Ту-2).
- 107-я отдельная авиационная эскадрилья связи[3]
- 368-й отдельный батальон связи[3]
- 59-й отдельный взвод аэрофотослужбы[3]
- 2803-я военно-почтовая станция[3]

## Участие в операциях и битвах
- Кенигсбергская операция[5] — с 6 апреля 1945 года по 9 апреля 1945 года
- Земландская наступательная операция — с 13 апреля 1945 года по 25 апреля 1945 года
- Берлинская операция[5] — с 16 апреля 1945 года по 8 мая 1945 года
- Хингано-Мукденская операция[5] — с 9 августа 1945 года по 2 сентября 1945 года

## Почётные наименования
- 6-му дальнебомбардировочному ордена Кутузова авиационному полку за отличия в боях при разгроме берлинской группы немецких войск овладением столицы Германии городом Берлин — центром немецкого империализма и очагом немецкой агрессии 11 июня 1945 года приказом НКО № 0111 в соответствии с Приказом ВГК № 359 от 02.05.1945 г. присвоено почетное наименование «Берлинский»[9].
- 132-му бомбардировочному авиационному ордена ордена Кутузова полку за отличия в боях при разгроме берлинской группы немецких войск овладением столицы Германии городом Берлин — центром немецкого империализма и очагом немецкой агрессии 11 июня 1945 года приказом НКО № 0111 в соответствии с Приказом ВГК № 359 от 02.05.1945 г. присвоено почетное наименование «Берлинский»[9].
- 368-му истребительному авиационному ордена Александра Невского полку за отличия в боях при разгроме берлинской группы немецких войск овладением столицы Германии городом Берлин — центром немецкого империализма и очагом немецкой агрессии 11 июня 1945 года приказом НКО № 0111 в соответствии с Приказом ВГК № 359 от 02.05.1945 г. присвоено почетное наименование «Берлинский»[9].

## Награды
- 132-я дальняя бомбардировочная Ленинградская авиационная дивизия Указом Президиума Верховного Совета СССР Указом Президиума Верховного Совета СССР награждена орденом Боевого Красного Знамени.
- 326-я бомбардировочная авиационная Тарнопольская дивизия Указом Президиума Верховного Совета СССР от 17 мая 1945 года награждена орденом Кутузова II степени.
- 334-я бомбардировочная авиационная Ленинградская дивизия Указом Президиума Верховного Совета СССР от 17 мая 1945 года награждена орденом Суворова II степени.
- 334-я бомбардировочная авиационная Ленинградская дивизия Указом Президиума Верховного Совета СССР Указом Президиума Верховного Совета СССР награждена орденом Боевого Красного Знамени.
- 6-й дальнебомбардировочный авиационный полк Указом Президиума Верховного Совета СССР от 26 апреля 1945 года награждён орденом Кутузова III степени.
- 12-й бомбардировочный авиационный полк Указом Президиума Верховного Совета СССР награждён орденом Кутузова III степени.
- 12-й бомбардировочный авиационный полк Указом Президиума Верховного Совета СССР награждён орденом Александра Невского.
- 55-й бомбардировочный авиационный Красногвардейский полк Указом Президиума Верховного Совета СССР награждён орденом Суворова III степени.
- 132-й бомбардировочный авиационный ордена Кутузова полк Указом Президиума Верховного Совета СССР награждён орденом Александра Невского.
- 368-й истребительный авиационный полк 26 апреля 1945 года за образцовое выполнение боевых заданий командования в боях с немецкими захватчиками при овладении городом Хайлигенбайль и проявленные при этом доблесть и мужество Указом Президиума Верховного Совета СССР награждён орденом Александра Невского.
- 815-й дальнебомбардировочный авиационный Нарвский полк Указом Президиума Верховного Совета СССР награждён орденом Суворова III степени.
- 840-й бомбардировочный авиационный полк Указом Президиума Верховного Совета СССР награждён орденом Боевого Красного Знамени.

## Боевые эпизоды
- 22 апреля 1945 г. Удары по противнику Архивная копия от 20 июля 2014 на Wayback Machine

## Послевоенный период
После Советско-японской войны корпус в конце сентября 1945 года перебазировался на полуостров Сахалин в поселок Камисикука, переименованный в 1947 году в поселок Леонидово, в состав 10-й воздушной армии 2-го Дальневосточного фронта. Соединения корпуса базировались на аэродромах Леонидово (326-я бад) и Смирных (334-я бад).
26 апреля 1946 года корпус был возвращен в дальнюю авиацию и вошел в состав вновь сформированной 3-й воздушной армии дальней авиации. В феврале 1949 года в связи с массовым переименованием частей и соединений корпус получил новое цифровое наименование — 74-й авиационный Донбасский корпус дальнего действия, поменяла наименование также и 334-я бомбардировочная авиационная Ленинградская Краснознаменная ордена Суворова дивизия — стала именоваться 116-й.
В 1951 году корпус перебазирован в состав 50-й воздушной армии дальней авиации. Входившие в её состав 326-я бомбардировочная авиационная Тарнопольская ордена Кутузова дивизия перебазирована на аэродром Мачулище, а в ноябре 1951 года — на аэродром Сольцы. 116-я бомбардировочная авиационная Ленинградская Краснознаменная ордена Суворова дивизия передана также в состав 50-й воздушной армии дальней авиации с перебазированием на аэродром Барановичи, с ноября 1951 года — на аэродром Остров.
В 1956 году корпус расформирован, дивизии переданы в подчинение 50-й воздушной армии дальней авиации.